# 裸耳龙蜥
裸耳龙蜥（学名：Diploderma dymondi）为鬣蜥科龙蜥属的爬行动物。在中国大陆，分布于云南、四川等地，多栖息于干热河谷地区以及常见于稀树灌丛草坡、住宅周围草灌丛地带、耕作地外围草地、墓地等环境中。其生存的海拔范围为980至1800米。该物种的模式产地在云南东川。
2018年研究人员将原来广义的龙蜥属（Japalura sensu lato）拆分为四个属－ Japalura 、 Diploderma、 Cristidorsa 和 Pseudocalotes，并将 Japalura 的中文属名改为“攀蜥属”，而将“龙蜥属”指代 Diploderma。2020年，部分中国学者建议将 Japalura 的中文名恢复为“龙蜥属”，而将 Diploderma 的中文属名改名为“攀蜥屬”。故在有些资料中，本种也被称为“裸耳攀蜥”。然而在中国科学院昆明动物研究所研究人员主编的《中国两栖、爬行动物分类变动汇总》中未接受该建议，仍将 Diploderma 称为“龙蜥属”。

## 保护
本种于2023年被收录入《有重要生态、科学、社会价值的陆生野生动物名录》。